# Championnat du Venezuela de football 1980
Navigation
Saison 1979 Saison 1981
La saison 1980 du championnat du Venezuela de football est la vingt-quatrième édition du championnat de première division professionnelle au Venezuela et la soixantième saison du championnat national.
Le championnat est disputé en deux phases :
- lors de la première, les équipes s'affrontent deux fois, à domicile et à l'extérieur. Les six premiers du classement à l'issue de cette phase se qualifie pour la Liguilla, la poule pour le titre.
- la deuxième phase est la Liguilla proprement dite, qui voit les six qualifiés s'affronter à nouveau deux fois, à domicile et à l'extérieur. Le club en tête à l'issue de cette phase est déclaré champion et se qualifie pour la Copa Libertadores 1981 en compagnie de son dauphin.

C'est le club d'Estudiantes de Mérida qui remporte la compétition, après avoir terminé en tête de la Liguilla, avec quatre points d'avance sur Portuguesa FC et six sur Valencia FC. C'est le tout premier titre de champion du Venezuela de l'histoire du club.
Avant le début de la compétition, le club de l'UD Canarias disparaît de la scène nationale et n'est pas remplacé numériquement. Le championnat se déroule donc avec 11 équipes au lieu de 12.

## Les clubs participants
| - Deportivo Portugués - Deportivo Tachira - Deportivo Italia - Portuguesa FC - Atlético Zamora | - Deportivo Galicia - Atlético Falcon - Estudiantes de Mérida - Valencia FC - UD Lara - ULA Mérida |

## Compétition
Le barème utilisé pour établir les différents classements est le suivant :
- Victoire : 2 points
- Match nul : 1 point
- Défaite : 0 point

### Première phase
| Rang | Équipe                | Pts | J  | G  | N  | P  | Bp | Bc | Diff |
| ---- | --------------------- | --- | -- | -- | -- | -- | -- | -- | ---- |
| 1    | Portuguesa FC         | 29  | 20 | 10 | 9  | 1  | 22 | 9  | +13  |
| 2    | Valencia FC           | 25  | 20 | 9  | 7  | 4  | 26 | 12 | +14  |
| 3    | Atlético Zamora       | 22  | 20 | 7  | 8  | 5  | 24 | 15 | +9   |
| 4    | ULA Mérida            | 22  | 20 | 6  | 10 | 4  | 20 | 16 | +4   |
| 5    | Estudiantes de Mérida | 22  | 20 | 7  | 8  | 5  | 19 | 18 | +1   |
| 6    | UD Lara               | 22  | 20 | 6  | 10 | 4  | 16 | 16 | 0    |
| 7    | Deportivo TáchiraT    | 21  | 20 | 6  | 9  | 5  | 18 | 15 | +3   |
| 8    | Deportivo Galicia     | 18  | 20 | 3  | 12 | 5  | 17 | 18 | -1   |
| 9    | Deportivo Italia      | 17  | 20 | 4  | 9  | 7  | 13 | 18 | -5   |
| 10   | Atlético Falcon       | 13  | 20 | 4  | 5  | 11 | 20 | 39 | -19  |
| 11   | Deportivo Portugués   | 9   | 20 | 1  | 7  | 12 | 8  | 27 | -19  |

|  | Qualification pour la Liguilla |
|  | T : Tenant du titre            |

### Liguilla
Les deux premiers du classement de première phase démarrent la Liguilla avec un bonus respectif de 2 et 1 points.
| Rang | Équipe                | Pts | J  | G | N | P | Bp | Bc | Diff |
| ---- | --------------------- | --- | -- | - | - | - | -- | -- | ---- |
| 1    | Estudiantes de Mérida | 17  | 10 | 8 | 1 | 1 | 19 | 7  | +12  |
| 2    | Portuguesa FC +2      | 13  | 10 | 3 | 5 | 2 | 9  | 10 | -1   |
| 3    | Valencia FC +1        | 11  | 10 | 3 | 4 | 3 | 9  | 11 | -2   |
| 4    | ULA Mérida            | 9   | 10 | 3 | 3 | 4 | 12 | 11 | +1   |
| 5    | UD Lara               | 8   | 10 | 1 | 6 | 3 | 7  | 10 | -3   |
| 6    | Atlético ZamoraC      | 5   | 10 | 0 | 5 | 5 | 8  | 15 | -7   |

|  | Qualification pour la Copa Libertadores 1981               |
|  | T : Tenant du titre C : Vainqueur de la Coupe du Venezuela |

## Bilan de la saison
| Championnat du Venezuela de football 1980 |                                   |
| Champion                                  | Estudiantes de Mérida (1er titre) |
| Coupes et trophées                        |                                   |
| Vainqueur de la Coupe du Venezuela 1980   | Atlético Zamora                   |
| Qualifications continentales              |                                   |
| Copa Libertadores 1981                    | Estudiantes de Mérida             |
| Copa Libertadores 1981                    | Portuguesa FC                     |
| Promotions et relégations                 |                                   |
| Promus en Primera División                | Falcón FC                         |
| Relégués en Segunda A                     | Aucun                             |